# روپیه سیشل
روپیه سیشل (به انگلیسی: Seychellois rupee) (به زبان بومی: roupie seychelloise) با کد ایزوی SCR، یکای پول رایج در کشور سیشل است. مسئولیت کنترل این یکای پول برعهدهٔ بانک مرکزی سیشل قرار دارد.